# Karang Tirta
Karang Tirta is een bestuurslaag in het regentschap Musi Banyuasin van de provincie Zuid-Sumatra, Indonesië. Karang Tirta telt 2098 inwoners (volkstelling 2010).